# Liste der polnischen Botschafter in der Schweiz
Liste der polnischen Botschafter in der Schweiz.

## Missionschefs
1918: Aufnahme diplomatischer Beziehungen
- 1918–1919: August Zaleski
- 1919–1938: Jan Modzelewski
- 1938–1940: Tytus Komarnicki
- 1940–1945: Aleksander Ładoś
- 1945–1947: Jerzy Putrament
- 1947–1951: Julian Przyboś
- 1951–1958: Stanislaw Trojanowski
- 1958–1964: Józef Koszutski
- 1964–1970: Tadeusz Kropczynski
- 1970–1972: Edward Pietkiewicz
- 1973–1976: Stefan Wilski
- 1976–1980: Bernard Bogdański
- 1980: Józef Tejchma
- 1980–1982: Lucjan Motyka
- 1983–1986: Marian Dmochowski
- 1986–1990: Zdzisław Czeszejko-Sochacki
- 1991–1994: Marek Łatyński
- 1995–2001: Marek Jędrys
- 2001–2005: Jerzy Margański
- 2005–2007: Janusz Niesyto
- 2008–2015: Jarosław Starzyk[1]
- 2016–2020: Jakub Kumoch[2]
- 2020–2024 : Iwona Kozłowska[3]